# Australopitek
Australopitek (Australopithecus) – wymarły rodzaj ssaków naczelnych z podrodziny Homininae w obrębie rodziny człowiekowatych (Hominidae), którego przedstawiciele żyli w południowej, wschodniej i centralnej Afryce od ok. 4,2 (Australopithecus anamensis) do ok. 1 mln lat temu. Australopiteki masywne są grupowane niekiedy w odrębny rodzaj Paranthropus (dosł. „obok człowieka” albo „prawie człowiek”), gdyż były boczną gałęzią ewolucyjną, która nie ma bliskiego związku z rodzajem Homo. Australopiteki pochodziły prawdopodobnie od żyjących ok. 5,8–4,5 mln lat temu ardipiteków. Większość naukowców zgadza się, że rodzaj Homo wyewoluował z australopiteków, nie ma jednak pewności, z którego z ich gatunków.

## Opis
Żyły od ok. 4,2 do ok. 1 mln lat temu (pliocen i wczesny plejstocen), początkowo w Afryce Wschodniej w rejonie Wielkich Rowów Afrykańskich – tam naukowcy doszukują się kolebki ludzkości (East Side Story) – później także w Afryce Południowej i Środkowej. Charakteryzowały się masywną szczęką, mocnym uzębieniem, ale już krótkimi kłami – umożliwiało to poziomy ruch trący i świadczy o przewadze twardego pokarmu roślinnego w ich pożywieniu. Miały stopy o nieprzeciwstawnym paluchu (jak u człowieka), były przystosowane do chodzenia w pozycji pionowej, czyli do dwunożności, o czym świadczyć może m.in. budowa podstawy czaszki i położenie foramen magnum w odniesieniu do płaszczyzny przechodzącej przez górny i dolny brzeg oczodołu (tzw. kąt alfa), struktura uzębienia, czy budowa pasa biodrowego.

## Odkrycia
Pierwszego odkrycia dokonał Raymond Dart w roku 1924 w jaskini Taung w południowej Afryce (RPA; czaszka gatunku Australopithecus africanus, raport z 1925 roku). Rodzaj zdefiniował w 1925 roku w artykule opublikowanym w czasopiśmie Nature. Gatunkiem typowym jest (oznaczenie monotypowe) A. africanus. Spenetrowano zaledwie 5% terenów, więc można się spodziewać dalszych odkryć. Australopiteki rozprzestrzeniły się w sporej części Afryki już ok. 4 mln lat temu. Dotychczasowa rekonstrukcja procesów biologicznych, które doprowadziły do powstania gatunków dwunożnych istot o wyprostowanej sylwetce nie daje jeszcze pełnego obrazu antropogenezy.

## Systematyka

### Etymologia
- Australopithecus: łac. australis ‘południowy’, od auster, austri ‘południe’[7]; gr. πιθηκος pithēkos ‘małpa’[8].
- Plesianthropus: gr. πλησιος plēsios ‘sąsiedni, blisko’, od πελας pelas ‘w pobliżu’, od πελαζω pelazō ‘przybliżyć’[9]; ανθρωπος anthrōpos ‘człowiek’[10]. Gatunek typowy (oznaczenie monotypowe): Australopithecus transvaalensis Broom, 1936 (= Australopithecus africanus Dart, 1925).
- Praeanthropus: łac. prae ‘wcześniej, z przodu’[11]; gr. ανθρωπος anthrōpos ‘człowiek’[10]. Gatunek typowy (oznaczenie monotypowe): Meganthropus africanus Weinert, 1950 (= Australopithecus afarensis Johanson, White & Coppens, 1978).
- Afaranthropus: Afar, Etiopia; gr. ανθρωπος anthrōpos ‘człowiek’[4]. Gatunek typowy (oryginalne oznaczenie): Homo antiquus Ferguson, 1984 (= Australopithecus afarensis Johanson, White & Coppens, 1978).

### Podział systematyczny
W rodzaju Australopithecus, wchodzącym w skład rodziny Hominidae, można wyróżnić gatunki:
- Australopithecus afarensis Johanson, White & Coppens, 1978
- Australopithecus africanus Dart, 1925
- Australopithecus anamensis Leakey, Feibel, McDougall & Walker, 1995
- Australopithecus bahrelghazali Brunet, Beauvilain, Coppens, Heintz, Moutaye & Pilbeam, 1996
- Australopithecus deyiremeda Haile-Selassie, Gibert, Melillo, Ryan, Alene, Deino, Levin, Scott & Saylor, 2015
- Australopithecus garhi Asfaw, White, Lovejoy, Latimer, Simpson & Suwa, 1999
- Australopithecus sediba Berger, Ruiter, Churchill, Schmid, Carlson, Dirks & Kibii, 2010

Początkowo rodzaj Australopithecus zaliczono do odrębnej podrodziny Australopithecinae w obrębie orangowatych (Pongidae), jednak obecnie wiadomo, że jest bliżej spokrewniony z ludźmi niż z innymi żyjącymi współcześnie naczelnymi. Australopiteki klasyfikuje się w jednym rodzaju (Australopithecus) albo w dwóch – kiedy formy gracylne (wysmukłe) stanowią rodzaj Australopithecus, a formy masywne są wydzielane w odrębny rodzaj Paranthropus. Zatem można się spotkać w literaturze z nazwami typu: A. robustus, A. boisei, A. aethiopicus, jak i Paranthropus robustus, P. boisei czy P. aethiopicus.

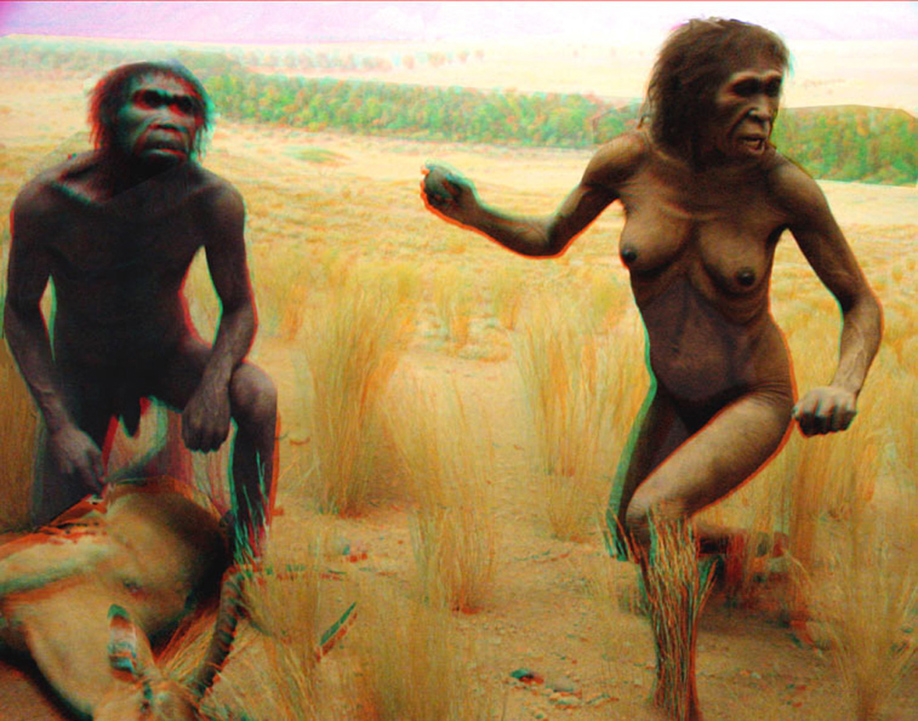
Para osobników Austrolopithecus africanus (stereoskopia)

## Ewolucja
Najstarsze odkryte ślady przodków człowieka prowadzą do trzeciorzędu (65–1,8 mln lat temu). W paleogenie ewoluowały naczelne (Primates), od nich pochodzą małpy wąskonose (Catarrhini). W neogenie żyły parapiteki (Parapithecus) i driopiteki (Dryopithecidae) – antenaci małp człekokształtnych (Pongidae). Około 14 mln lat temu żyły ramapiteki (Ramapithecus). Linia człowiekowatych (Hominidae) oddzieliła się od nich nie mniej niż 10 mln lat temu, a nastąpiło to w Afryce.
Pierwszym prawdopodobnym przodkiem rodziny hominidae był Sahelanthropus tchadensis. Jego szczątki datowane są na niecałe 7 mln lat. Kolejny to Ardipithecus ramidus, znaleziony w latach 70. XX w. w Aramis (Etiopia) sprzed ok. 4,4 mln lat (pliocen). W roku 2001 Yohannes Haile-Selassie z uniwersytetu Berkeley odkrył w Etiopii najstarszego przedstawiciela tego rodzaju, początkowo sklasyfikowanego jako podgatunek A. ramidus, a obecnie jako odrębny gatunek Ardipithecus kadabba. Jest on datowany na 5,6–5,8 mln lat.
Około 4,5 mln lat temu pojawiły się także australopiteki, uważane za bezpośrednich przodków ludzi.
W roku 2000 Brigitte Senut i Martin Pickford odkryli w Kenii Orrorin tugenensis datowanego na 5,7–6,1 mln lat. Prasa nazwała go „człowiekiem milenijnym” (Millennium Man). Wydaje się, że był on bardziej zaawansowany ewolucyjnie od ardipiteka. Możliwe, że to odkrycie przesunie początek paleolitu o milion lat wstecz.
Równolegle z australopitekami, ok. 3,5–3,2 mln lat temu, żyły także Kenyanthropus, odkryte w roku 1999 nad jeziorem Turkana przez zespół badawczy pod kierownictwem Meave Leakey. Około 2,5 mln lat temu pojawiły się pierwsze osobniki rodzaju Homo. Po ostatnich odkryciach przyjmuje się, że do hominidów należą:
1. Orrorin,
2. Ardipithecus,
3. Australopithecus (łącznie z Paranthropus),
4. Kenyanthropus,
5. Homo.

Obecnie większość naukowców zgadza się, że rodzaj Homo wyewoluował z australopiteków, nie ma jednak pewności, z którego gatunku – jeśli pierwsze Homo powstały we wschodniej Afryce, ich przodkami mógł być A. afarensis lub A. garhi, natomiast jeśli powstały w południowej Afryce – A. africanus lub A. sediba.

## Synonimy
(A. oznacza Australopithecus, a P. oznacza Paranthropus):
- Australopithecus prometheus – A. africanus,
- Australopithecus transvaalensis – A. africanus,
- Hemanthropus chinensis: jeszcze nie ocenione w szczegółach wykopalisko z Chin,
- Meganthropus africanus – A. africanus,
- Meganthropus palaeojavanicus – A. palaeojavanicus lub P. palaeojavanicus,
- Paraustralopithecus aethiopicus – A. africanus,
- Paranthropus crassidens – A. robustus lub P. robustus,
- Paranthropus robustus boisei – A. robustus lub P. boisei,
- Plesianthropus transvaalensis – A. africanus,
- Praaustralopithecus – pochodząca z Etiopii praforma bądź forma wstępna australopiteków,
- Zinjanthropus boisei – A. robustus lub P. boisei.